# Călina (okręg Vâlcea)
Călina – wieś w Rumunii, w okręgu Vâlcea, w gminie Prundeni. W 2011 roku liczyła 1354 mieszkańców.